# بیگووا
بیگووا (به لاتین: Bigova) یک منطقهٔ مسکونی در مونته‌نگرو است که در شهرداری کوتور واقع شده‌است. بیگووا ۱۰۱ نفر جمعیت دارد.